# NuFX
NuFX était un studio de développement de jeux vidéo dont le siège social était situé à Hoffman Estates, dans l'Illinois, aux États-Unis. NuFX est connu pour avoir développé la série de jeux vidéo NBA Street. Ce studio a par la suite été racheté par Electronic Arts en février 2004 et a fusionné avec EA Chicago. Avant le rachat par Electronic Arts, le studio avait déjà travaillé avec eux sur les séries NCAA March Madness, NBA LIVE et FIFA.

## Jeux développés
| An   | Titre                                   | Plateforme(s)     |
| ---- | --------------------------------------- | ----------------- |
| 1990 | Rygar                                   | Atari Lynx        |
| 1991 | Hard Drivin'                            | Atari Lynx        |
| 1991 | Xybots                                  | Atari Lynx        |
| 1992 | Cruë Ball                               | Sega Genesis      |
| 1992 | Hydra                                   | Atari Lynx        |
| 1992 | Steel Talons                            | Atari Lynx        |
| 1992 | Taz-Mania                               | Game Gear         |
| 1993 | Super Baseball 2020                     | Sega Genesis      |
| 1993 | Surf Ninjas                             | Game Gear         |
| 1994 | MTV's Beavis and Butt-Head              | Game Gear         |
| 1995 | PGA Tour 96                             | 3DO               |
| 1995 | PGA Tour 96                             | Sega Genesis      |
| 1996 | Fatal Fury 3: Road to the Final Victory | Microsoft Windows |
| 1996 | NBA Live 97                             | Sega Genesis      |
| 1996 | NBA Live 97                             | SNES              |
| 1997 | Aaron vs. Ruth: Battle of the Big Bats  | Microsoft Windows |
| 1997 | PGA Tour 96                             | PlayStation       |
| 1998 | NBA Live 99                             | Nintendo 64       |
| 1999 | NBA Live 2000                           | Nintendo 64       |
| 2001 | NBA Live 2002                           | PlayStation       |
| 2001 | NBA Street                              | Playstation 2     |
| 2002 | NBA Live 2003                           | PlayStation       |
| 2002 | NCAA March Madness 2002                 | Playstation 2     |
| 2002 | NCAA March Madness 2003                 | Playstation 2     |
| 2003 | FIFA Football 2004                      | PlayStation       |
| 2003 | NBA Street Vol. 2                       | GameCube          |
| 2003 | NBA Street Vol. 2                       | Playstation 2     |
| 2003 | NBA Street Vol. 2                       | Xbox              |
| 2004 | Fight Night 2004                        | PlayStation 2     |
| 2004 | Fight Night 2004                        | Xbox              |